# Dopklänning

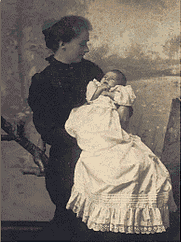

Doppåse. 1600-tal. Till boken Kanonsalut och vaggor - kungliga födslar och dop av Lena Rangström - Livrustkammaren

Dopklänning & överklänning. 1800-tal. Livrustkammaren

Dopklänning är ett plagg som spädbarn bär vid dop. Dopklänningar går ofta i arv i familjen.[källa behövs] Dopklänningar är vita vilket symboliserar renhet.

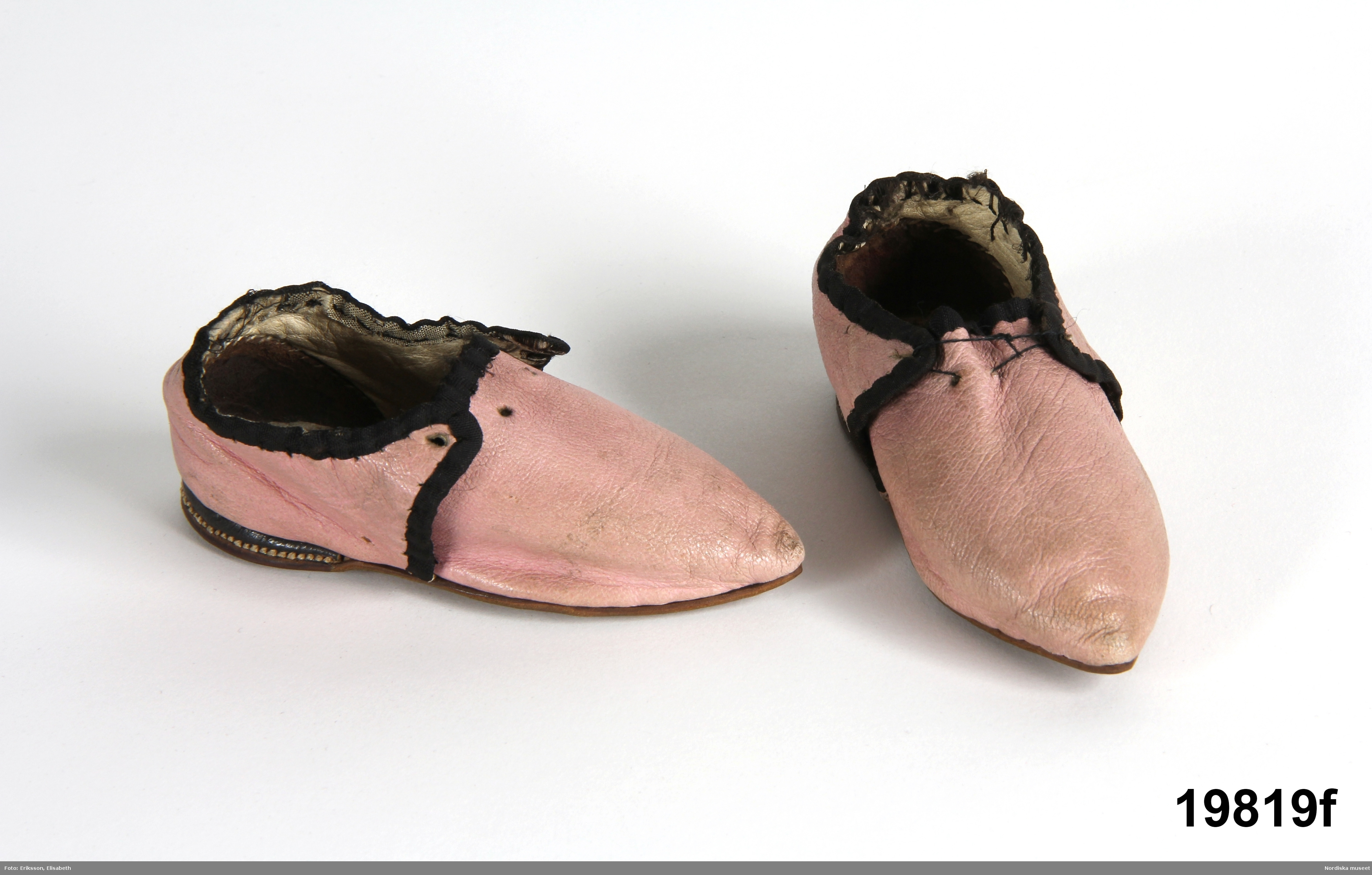
Skor till Dansk dopdräkt.

## Historiska dopklädnader
I den katolska medeltida kyrkans dopritual ikläddes barnet en lång vit dopskrud som en symbol för det nya livet med Kristus, efter att ha doppats i funten tre gånger. Med tiden krympte dopskruden till ”kristningaklädet”, ett symboliskt vitt tygstycke som överräcktes till barnet efter dopakten. Efter 1614, då den sedvänjan helt försvann ur den svenska kyrkohandboken, fick dopdräkten en annan karaktär. Man ville även fortsättningsvis markera dopets vikt genom barnets kläder, men nu kom dopdräkten att tillverkas av praktfulla färgstarka tyger, helt i barockens smak.
Genom gåvor har ett par sådana dopklädnader införlivats med Livrustkammaren. En av dessa är en långsmal påse av det slag som användes då spädbarn lindades över hela kroppen. Materialet är en blommig guldbrokad med spetsar och fransar av guld och silver. Enligt historien som följt med doppåsen ska den ha använts vid drottning Kristinas dop, men det finns inga närmare uppgifter som styrker detta.
Utsmyckade och färggranna doppåsar levde länge kvar både hos allmogen och hos borgarna. I de högre samhällsskikten slog dock den vita dopkåpan av den typ som ingick i Gustav III:s dopkläder igenom, i början av 1700-talet.
Den långa vita dopklänningen, med liv, ärmar och kjol började slå igenom under 1800-talets första hälft. Dopklänningarna kom redan från början att tillverkas i lätta tunna bomullsmaterial, helt enligt tidens ideal.